# میرسلاو ماتسک
میرُسلاو ماتسِک (چکی: Miroslav Macek؛ زادهٔ ۷ دسامبر ۱۹۴۴) سیاستمدار، نویسنده و معاون نخست‌وزیر سابق چکسلواکی است. وی در ماه می ۲۰۰۶ باعث به وجود آمدن جنجال‌های خبری شد. او در کنفرانس دندانپزشکان، وزیر بهداشت را متهم کرد به همسرش توهین کرده‌است.